# Reprezentacja Czech w Pucharze Gordona Bennetta
W zawodach balonów wolnych o Puchar Gordona Bennetta poszczególne kraje mogą reprezentować maksymalnie trzy zespoły składające się z dwóch osób. Po raz pierwszy udział załogi z Czech miał miejsce podczas 61. zawodów rozegranych w 2017 roku.

## Wyniki
Osiągnięcia drużyn w poszczególnych zawodach
UWAGA:
Oznaczenie rekordu długości lotu oraz czasu przelotu zaznaczone jest następująco:
| REKORD |

| Edycja zawodów | Data       | Miejsce zawodów       | Lokata | Załoga                   | Balon             | Czas lotu [h] | Odległość [km] |
| -------------- | ---------- | --------------------- | ------ | ------------------------ | ----------------- | ------------- | -------------- |
| 61             | 08.09.2017 | Fribourg (Szwajcaria) | 13     | Jan Smrčka, Ales Vasicek | D-OFVA Warsteiner | 22:08         | 1076,78        |
| 62             | 28.09.2018 | Berno (Szwajcaria)    | 20     | Jan Smrčka, Ales Vasicek | D-OFVA            | 11:44         | 93,24          |